# Catharosia frontalis
Catharosia frontalis är en tvåvingeart som först beskrevs av Smith 1917.  Catharosia frontalis ingår i släktet Catharosia och familjen parasitflugor. Inga underarter finns listade i Catalogue of Life.